# 바빌로니아력
바빌로니아 달력은 1년이 12 달로 구성된 태음력이었으며, 각 달은 해가 지고 초생달이 최초로 보이는 날로 시작하였다. 그리고 윤달이 삽입되었다. 바빌로니아 달력은 슐기(기원전 21세기)의 움마 달력에 기초하였다.
한해는 봄에 시작하며 시작, 중간, 마지막으로 삼분되었다. 달의 이름은 아륵수(아락스)였다.
아시리아가 아닌 바빌니아에 근원이 있으며, 아시리아의 주신이 윤달에 할당되어 있다는 사실에서 알 수 있다.
기원전 6세기 히브리인들의 바빌로니아 탈출시에 바빌로니아 달력 이름은 히브리력에 채용되었다.

## 같이 보기
- 아시리아 달력
- 히브리력
- 그레고리력